# Millicent Fawcett

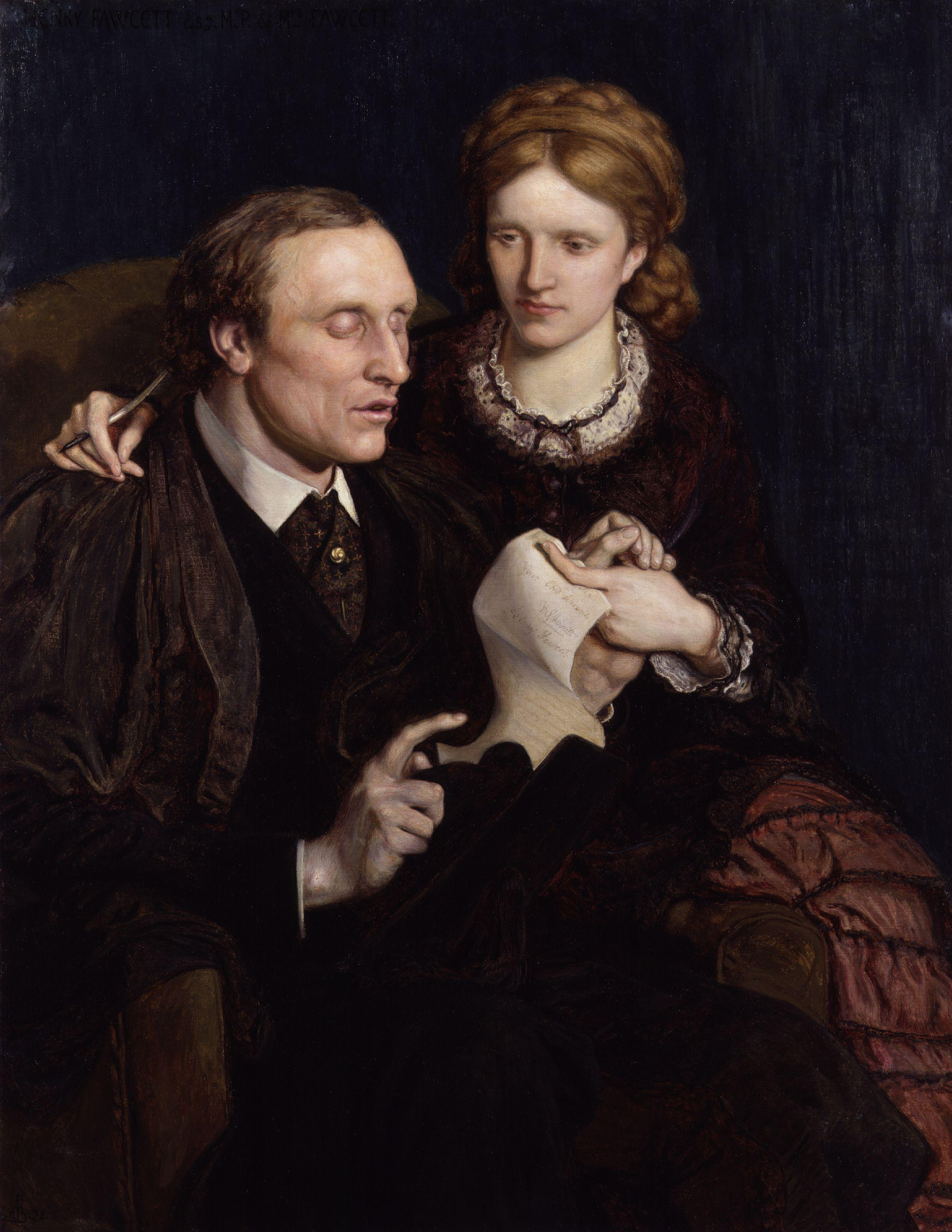
Millicent i Henry Fawcett
(mal. Ford Madox Brown)

Millicent Garrett Fawcett (ur. 11 czerwca 1847 w Aldeburgh, Suffolk, zm. 5 sierpnia 1929 w Londynie) – angielska feministka, sufrażystka, reformatorka reprezentująca „nurt konstytucyjny”, sprzeciwiająca się konfrontacyjnej strategii grupy Sylvii Pankhursts, prezes National Union of Women's Suffrage Societies, odznaczona Orderem Imperium Brytyjskiego (1924). Jej starsza siostra, Elizabeth Anderson, była pierwszą Angielką, która uzyskała dyplom lekarza, i pierwszą w Anglii kobietą-burmistrzem.

## Życiorys

### Dom rodzinny
Rodzicami Millicent Garrett byli Newson Garrett (1812–1893) i Louise Dunnell Garrett (1813–1903). Była jednym z dziesięciorga ich dzieci. Jej ojciec – wnuk Richarda Garretta, założyciela fabryki maszyn rolniczych w Leiston – biznesmen, posiadał magazyny kukurydzy i węgla; uzyskiwane duże dochody umożliwiały mu sfinansowanie kształcenia dzieci za granicą. Był radykałem.

### Millicent i Henry Fawcett
Millicent Garrett poślubiła w roku 1867 Henry'ego Fawcetta, profesora ekonomii w University of Cambridge i liberalnego członka Izby Gmin Parlamentu Brytyjskiego, wspierającego starania kobiet o prawa wyborcze i prawo do edukacji. Henry Fawcett był od roku 1857 ociemniały (w wyniku wypadku w ciemni fotograficznej). Mimo ostrzeżeń rodziny Millicent zdecydowała się na małżeństwo.
Przed ślubem z Millicent Henry Fawcett starał się o rękę jej starszej siostry, Elizabeth, która jednak wybrała drogę lekarskiej kariery zawodowej. Studiowała w Londynie (uczęszczając na wykłady wbrew sprzeciwom kolegów-studentów) i w paryskiej Sorbonie. Jako pierwsza Angielka uzyskała pełne uprawnienia lekarskie; została też pierwszą w Anglii kobietą-burmistrzem.
Millicent Fawcett pełniła rolę współpracownicy męża, jego asystentki i sekretarki, początkowo w University of Cambridge i w Parlamencie, a następnie – w latach 1880–1884 – w rządzie, gdy mąż zajmował stanowisko Poczmistrza Generalnego Wielkiej Brytanii w drugim gabinecie premiera Williama E. Gladstona (w tym okresie wprowadził m.in. przepisy umożliwiające zatrudnianie kobiet-lekarzy). Zachęcana przez męża, zajęła się też publicystyką; uczestniczyła również w przygotowywaniu m.in. Married Women's Property Act. W roku 1868 wygłosiła w Parlamencie przemówienie na temat praw dla kobiet (uznano, że nie było to stosowne dla żony posła).
W Cambridge Millicent Fawcett brała udział m.in. w przygotowaniach programu wykładów dla kobiet i w innych dyskusjach, które później doprowadziły do utworzenia Newnham College. W czasie narad oksfordzkich naukowców, prowadzonych w roku 1870, była obecna 2-letnia Philippa Fawcett, która towarzyszyła swoim rodzicom w ich gabinecie (w przyszłości absolwentka Mathematical Tripos w Cambridge oraz aktywistka polityczna i społeczna).
W tych samych latach Millicent Fawcett współdziałała z londyńskimi sufrażystkami, z którymi nawiązała kontakt już wcześniej, gdy jako 18-letnia dziewczyna odwiedziła w roku 1865 przebywające w Londynie siostry, Elizabeth i Louise. Wielkie wrażenie wywarło na niej wówczas przemówienie na temat praw kobiet, które wygłosił radykalny poseł z Brighton, John Stuart Mill. Związała się z Langham Place Circle – grupą podobnie myślących kobiet, wydających od roku 1858 The English Woman's Journal (m.in. Barbara Bodichon, Matilda Hays, Bessie Rayner Parkes, Emily Davies), które w roku 1867 odegrały główne role w czasie tworzenia London National Societies for Women's Suffrage. Uczestniczyła w akcjach dotyczących m.in. treści ustawy w sprawie rozwodów (Divorce Act z roku 1857), określającej różne moralne standardy dla obu płci (mężczyzna mógł uzyskać rozwód po udowodnieniu jednego aktu zdrady ze strony żony, a kobieta – po udowodnieniu zarówno niewierności męża, jak jego okrucieństwa).

### Personal Rights Associationi NUWSS
Po śmierci męża w roku 1884 Millicent Fawcett poświęcała więcej czasu pracy społecznej i politycznej; związała się z Personal Rights Association, uczestniczyła  m.in. w wykrywaniu i piętnowaniu mężczyzn, którzy krzywdzili młode kobiety (również w fizycznych atakach na nich).
W roku 1890 została wybrana na prezesa National Union of Women's Suffrage Societies (następczynię zmarłej Lydii Becker). Wspierała akcje, które organizowały m.in. Josephine Butler (sprawa White Slave Traffic Act) i Clementina Black (sprawa niskich wynagrodzeń za pracę kobiet).
W czasie II wojny burskiej (1899–1902), w roku 1901, wyjechała na wniosek rządu do Afryki Południowej, aby skontrolować zgodność z rzeczywistością doniesień Emily Hobhouse, założycielki Relief Fund for South African Women and Children sprzeciwiającej się stosowaniu przez Brytyjczyków taktyki „spalonej ziemi” i prowadzącej walkę o humanitarne traktowanie burskich kobiet i dzieci, uwięzionych w obozach koncentracyjnych. Protest Emily Hobhouse wsparł w Parlamencie David Lloyd George. Jej zarzuty zdecydowanie odpierał minister wojny, St John Brodrick, wykazując w 400-stronicowej oficjalnej Blue Book, że śmiertelność w obozach jest spowodowana zwyczajami Burów (m.in. brakiem higieny, szarlatanerią, uprzedzeniami, unikaniem brytyjskich szpitali). Raport Fawcett Commission potwierdził główne zarzuty Emily Hobhouse.
W roku 1908 premier Herbert Henry Asquith po objęciu rządu odwrócił się od realizacji programu zmierzającego do przyznania kobietom praw wyborczych. Millicent Fawcett – do tej pory liberalna – postanowiła, że wraz z NUWSS poprze w następnych wyborach kandydatów Labour Party (akceptującej program sufrażystek). Nie przyłączyła się do ruchu Sylvii Pankhursts (do którego należała m.in. córka Elżbiety Garrett, Louisa Garrett Anderson), nadal zalecając stosowanie konstytucyjnych metod walki o prawa wyborcze; ceniła odwagę kobiet z grupy Sylvii Pankhursts, lecz krytykowała ich metody działania.
Millicent Garrett Fawcett nie podzielała też poglądów wielu kobiet-pacyfistek w czasie I wojny światowej. Sprzeciwiała się pacyfistkom otwarcie i zdecydowanie, twierdząc w roku 1915, że rozmowy o pokoju w tej sytuacji na frontach przypominają zdradę. Uważała też, że wsparcie przez kobiety wojennego wysiłku kraju będzie naturalnym argumentem za przyznaniem im praw wyborczych.
W roku 1919 Parlament uchwalił Representation of the People Act przyznający prawo wyborcze kobietom, które ukończyły 30 lat życia (pierwszą kobietą, wybraną do Izby Gmin była Constance Markiewicz) oraz Sex Disqualification Removal Act, według którego stało się nielegalne odmawianie zatrudnienia kobiet ze względu na płeć. W tych latach kierownictwo NUWSS przejęła Eleanor Rathbone (organizację przekształcono w National Union of Societies for Equal Citizenship, NUSEC). Millicent Fawcett skoncentrowała się na staraniach o obniżenie granicy wieku, której przekroczenie uprawnia kobiety do głosowania, z poziomu 30 do  21 lat (zrównanie z uprawnieniami mężczyzn) oraz na pisaniu książek, m.in. The Women's Victory (1920), What I Remember (1924) i Josephine Butler (1927). Do zrównania praw wyborczych kobiet i mężczyzn doszło w roku 1928. Tej chwili nie dożyły m.in. Elizabeth Garrett Anderson, Barbara Bodichon, Emily Davies, Elizabeth Wolstenholme-Elmy, Constance Lytton, Emmeline Pankhurst. Millicent Fawcett zmarła w następnym roku.

## Publikacje
Spośród opublikowanych tekstów autorstwa dame Millicent Garrett Fawcett wymieniane są m.in. pozycje:

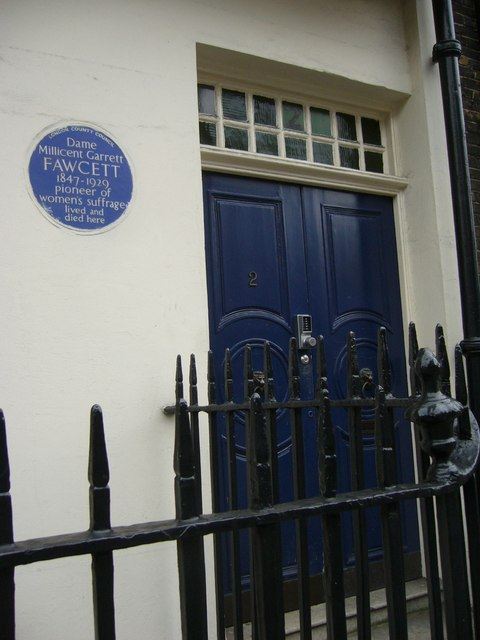
Millicent Fawcett plaque,
WC1, Gower Street, 2

- 1870 – Political Economy for Beginners, a textbook[19],
- 1872 – Essays and Lectures on Social and Political Subjects[20],
- 1895 – Life of Queen Victoria[21],
- 1912? – Women's Suffrage: A Short History of a Great Movement[22],
- 1920 – The Women's Victory – and After: Personal Reminiscences, 1911–1918[23],
- 1924 – What I Remember[24],
- 1927 – Josephine Butler: Her Work and Principles, and Their Meaning for the Twentieth Century (wsp. E.M. Turner)[25].

## Odznaczenia i wyróżnienia
W roku 1924 M. Garrett Fawcett otrzymała Wielki Krzyż Orderu Imperium Brytyjskiego a w 1925 tytuł Damy Imperium Brytyjskiego.
W uznaniu jej zasług w dziedzinie edukacji dziewcząt i kobiet, dla których wygłaszała liczne wykłady w szkołach i kolegiach, Uniwersytet w St Andrews przyznał jej w roku 1899 Doktorat Honorowy.

## Upamiętnienie
W miejscu zamieszkania Millicent Fawcett przy Gower Street (2 WC1, London Remembers) Rada Miasta umieściła pamiątkową tabliczkę z napisem:

Dame Millicent Garrett Fawcett, 1847 – 1929,
pioneer of women's suffrage,
lived and died here.

Jej życie jest również treścią kilku książek biograficznych, m.in. książki Davida Rubinsteina, zatytułowanej A Different World for Women: The Life of Millicent Garrett Fawcett.
W kwietniu 2018 w londyńskiej dzielnicy Westminster, naprzeciwko brytyjskiego Parlamentu został odsłonięty pomnik Millicent Fawcett wykonany przez artystkę Gillian Wearing.